# Devri
Devri (antično grško : Δερβανοί ), ilirsko pleme, ki je prebivalo zahodno od Dezitijatov na območju današnje Bosne in Hercegovine . Ostali možni imeni zanje sta Derrioi in Derbanoi.